# Дајана Лед
Дајана Лед (енгл. Diane Ladd; рођена Роуз Дајана Леднер; 29. новембар 1935) америчка је глумица. Појавила се у преко 200 филмова и телевизијских емисија. Добила је три номинације за Оскара за улоге у филмовима Алиса више не станује овде (1974) и Дивљи у срцу (1990), од којих јој је прва донела филмску награду Британске академије. Такође је била номинована за три Еми награде и четири Златна глобуса, освојивши једну за улогу у ситкому Алиса (1980–1981).
Ледова друга појављивања у филмовима укључују Кинеску четврт (1974), Најлуђи Божић (1989), Духови Мисисипија (1996), Примарне боје (1998), 28 дана (2000) и Џој (2015). Она је мајка глумице Лауре Дерн, са бившим мужем, глумцем Брусом Дерном.

## Лични живот
Ледова је рођена као Роуз Дајан Леднер, као једино дете Мери Бернадет Леднер, домаћице и глумице, и Престона Пола Леднера, ветеринара који је продавао производе за живину и стоку. Рођена је у Лорелу, Мисисипи, док је породица била у посети рођацима за Дан захвалности, иако су живели у Меридијану, Мисисипи. Лед је у сродству са драмским писцем Тенесијем Вилијамсом и песником Сиднијем Ленијером. Лед је одгојена у католичкој вери своје мајке.
Лед је била удата за глумца и некадашњег колегу Брусом Дерном од 1960. до 1969. године. Имали су две ћерке, Дајан Елизабет, која је умрла у доби од 18 месеци након несреће која се утопила, и Лору Елизабет, која је постала глумица. Лед и Лора Дерн су заједно глумиле у филмовима Дивљи у срцу, Расплинута ружа и др. Њих двоје су се такође појавили заједно у филмовима Бела муња и Алиса више не станује овде, иако је веома мала Лора Дерн била некредитована у оба.
Лед је раније био удата за Вилијама А. Шија млађег од 1969. до 1977. године. Удала се за свог садашњег мужа, Роберта Чарлса Хантера, 1999.
Године 2018, Ледова је погрешно дијагностификована упала плућа и остављена јој је 6 месеци до годину дана након што је удахнула „отровни спреј“ са фарми у комшилуку њеног дома, стежући једњак. Њена ћерка Лора ју је пребацила у другу болницу где се потпуно опоравила.

## Каријера
Године 1971, Лед се придружила екипи сапунице Тајна олуја. Била је друга глумица која је играла улогу Кити Стајлс у дуготрајној дневној серији. Касније је имала споредну улогу у филму Романа Поланског из 1974. Кинеска четврт, а номинована је за Оскара за најбољу глумицу у споредној улози за улогу Фло у филму Алиса више не станује овде. Тај филм је инспирисао телевизијску серију Алиса у којој је Фло тумачила Поли Холидеј.
Појавила се у независној комедији Држи ме, узбуди ме, пољуби ме 1992. године, где је играла кокетну, остарјућу јужњачку лепотицу заједно са својом правом мајком, глумицом Мери Ланије.
Године 2004, Лед је глумила видовњакињу госпођу Друз у телевизијској мини серији Краљевске болнице Стивена Кинга. У априлу 2006, Лед је објавила своју прву књигу, Пролазак кроз школу живота: ментално, физичко и духовно откриће. Године 2007. играла је у филму Небо над Монтаном.
Поред своје номинације за Оскара за Алице не живи овде више, била је номинована (опет у категорији за најбољу глумицу у споредној улози) за Дивљи у срцу и Расплинуту ружу, у којима је глумила заједно са ћерком Лором Дерн . Дерн је добила номинацију за најбољу глумицу. Двоструке номинације мајке и ћерке означиле су први пут у историји доделе Оскара да се такав догађај догодио. Такође су номиновани за двоструке награде Златни глобус исте године.
1. новембра 2010. Лед, Лора Дерн и Брус Дерн добили су звезде у близини на Булевару славних у Холивуду; ово је први пут да се члановима породице придаје таква пажња. Ледова звезда је 2.421.

## Филмографија

### Филм
| Year | Title                      |
| ---- | -------------------------- |
| 1974 | Кинеска четврт             |
| 1974 | Алиса више не станује овде |
| 1989 | Најлуђи Божић              |
| 1990 | Дивљи у срцу               |
| 1991 | Расплинута ружа            |
| 2000 | 28 дана                    |
| 2005 | Најбржи Индијац на свету   |
| 2015 | Џој                        |